# Nejjo Airport
Nejjo Airport är en flygplats i Etiopien. Den ligger i den västra delen av landet, 400 km väster om huvudstaden Addis Abeba. Nejjo Airport ligger 1 851 meter över havet.
Terrängen runt Nejjo Airport är platt åt sydost, men åt nordväst är den kuperad. Runt Nejjo Airport är det ganska tätbefolkat, med 124 invånare per kvadratkilometer. Närmaste större samhälle är Nejo, 6,6 km sydost om Nejjo Airport. I omgivningarna runt Nejjo Airport växer huvudsakligen savannskog.